# Dendrobiology
Dendrobiology là một tạp chí khoa học và công nghệ được xuất bản bởi Viện Hàn lâm Khoa học Ba Lan (trước đây còn được biết đến với tên: Arboretum Kórnickie). Tạp chí là nơi xuất bản các công trình nghiên cứu khoa học trong các lĩnh vực sinh học của nhóm cây gỗ và nhóm cây bụi. Kể từ năm 2017 Dendrobiology chỉ được phát hành ở phiên bản điện tử với ngôn ngữ tiếng Anh. Tất cả các bài báo trên tạp chí đều được truy cập miễn phí trên cơ sở Truy cập Mở (Open access).

## Mã số xuất bản
- ISSN: 1641-1307 (bản in - trước năm 2017)
- eISSN: 2083-8387 (bản điện tử)
- GICID: 71.0000.1500.7813
- Nhà xuất bản: Viện Hàn lâm Khoa học Ba Lan

## Chỉ số ảnh hưởng của Tạp chí
- Chỉ số IF (Journal Impact Factor) năm 2019: 1.375[3]
- Chỉ số sự ảnh hưởng của từng bài báo (Article Influence) năm 2019: 0.251[3]
- Chỉ số SJR (Scimago Journal Rank) năm 2019: 0.397[3]
- Chỉ số SNIP (Source Normalized Impact per Paper) năm 2019: 0.790[3]
- Chỉ số Scopus CiteScore năm 2019: 3.0[3]
- Chỉ số H Index năm 2019: 17[4]
- Danh mục tạp chí SCIE năm 2019: Nhóm Q2[4]
- Dendrobiology được lập chỉ mục trích dẫn ở các cơ sở dữ liệu: Science Citation Index Expanded  – Clarivate Analytics; Web of Science - Clarivate Analytics; Journal Citation Reports/Science Editions – Clarivate Analytics; SCOPUS – Elsevier; EBSCOhost - Electronic Journals Service; CABI full text - Database; Biblioteka Nauki - Polish Scientific Library; Search Google Scholar to find articles published in Dendrobiology[1].

## Ban biên tập
Tổng biên tập
- Marian J. Giertych (Viện Dendrology, Viện Hàn lâm Khoa học Ba Lan)

Trợ lí ban biên tập
- Paweł Chmielarz (Viện Dendrology, Viện Hàn lâm Khoa học Ba Lan)
- Monika Dering (Viện Dendrology, Viện Hàn lâm Khoa học Ba Lan)
- Paweł Horodecki (Viện Dendrology, Viện Hàn lâm Khoa học Ba Lan)
- Grzegorz Iszkuło (Viện Dendrology, Viện Hàn lâm Khoa học Ba Lan)
- Andrzej M. Jagodziński (Viện Dendrology, Viện Hàn lâm Khoa học Ba Lan)
- Tomasz Leski (Viện Dendrology, Viện Hàn lâm Khoa học Ba Lan)
- Ewelina Ratajczak (Viện Dendrology, Viện Hàn lâm Khoa học Ba Lan)
- Janusz Szmyt (Đại học Khoa học Đời sống Poznan)
- Dominik Tomaszewski (Viện Dendrology, Viện Hàn lâm Khoa học Ba Lan)
- Witold Wachowiak (Viện Dendrology, Viện Hàn lâm Khoa học Ba Lan)
- Tomasz Wyka (Đại học Adam Mickiewicz ở Poznań)